# Maleo Reggae Rockers & Goście
Maleo Reggae Rockers & Goście – trzeci album koncertowy zespołu reggae Maleo Reggae Rockers wydany 10 grudnia 2010 przez wytwórnię Złoty Melon.
Stanowi on zapis koncertu, który odbył się na XVI Przystanku Woodstock 2010. Na płycie gościnnie występują Ras Luta, Gutek, Robert „Litza” Friedrich, Andy Baron i Getto Priest. 

## Lista utworów
1. Serca Nie Oszukasz
2. Reggae Radio
3. African Children
4. Jah Heavy Load
5. Passing Through
6. One Love
7. Dzikie Serce
8. Droga Wojownika
9. Iron Lion Zion
10. Alibi
11. Get Up Stand Up
12. Chant 2006
13. Święty Szczyt
14. Pytanie